# Easy Action (Album)
Easy Action ist das 1970 veröffentlichte zweite Studioalbum der US-amerikanischen Hard-Rockband Alice Cooper.

## Produktion
Das Album wurde von 1969 bis 1970 in den Sunwest Studios, Hollywood, mit Produzent David Briggs aufgenommen. Der Titel stammt aus einem der Lieblingsfilme der Band, West Side Story aus dem Jahr 1961. Schlagzeuger Neal Smith sagte später zur Produktion mit David Briggs, dieser habe sie und ihre Musik gehasst: „...David hated our music and us. I recall the term that he used, referring to our music, was 'Psychedelic Shit'. I think Easy Action sounded too dry, more like a TV or radio commercial and he did not help with song arrangement or positive input in any way.“ Die Songs wurden seit der Tour zum dritten Album Love It to Death nicht mehr live gespielt.

## Titelliste
Alle Titel wurden von Alice Cooper, Glen Buxton, Michael Bruce, Dennis Dunaway und Neal Smith geschrieben
| Nr. | Titel             | Länge |
| --- | ----------------- | ----- |
| 1.  | Mr. & Misdemeanor | 3:05  |
| 2.  | Shoe Salesman     | 2:38  |
| 3.  | Still No Air      | 2:32  |
| 4.  | Below Your Means  | 6:41  |

| Nr. | Titel                     | Länge |
| --- | ------------------------- | ----- |
| 5.  | Return of the Spiders     | 4:33  |
| 6.  | Laughing at Me            | 2:12  |
| 7.  | Refrigerator Heaven       | 1:54  |
| 8.  | Beautiful Flyaway         | 3:02  |
| 9.  | Lay Down and Die, Goodbye | 7:36  |

## Mitwirkende
- Alice Cooper – Gesang
- Glen Buxton – Lead-Gitarre
- Michael Bruce – Begleitgesang, Gesang (Beautiful Flyaway und Below Your Means), Piano, Rhythmusgitarre
- Dennis Dunaway – Bassgitarre, Begleitgesang
- Neal Smith – Begleitgesang, Schlagzeug

Gastmusiker
- David Briggs – Piano (Shoe Salesman)

## Rezension
Joe Viglione von AllMusic schrieb, dass das Album "might be the perfect picture of an evolving Alice Cooper Group". Er fügte hinzu, dass es "gives evidence that Cooper has more of a voice than he got credit for". Er resümierte: "That this band could run the gamut from [Frank] Zappa to [David] Bowie, and perhaps inspired both, makes Easy Action a good study and entertaining record."